# Yavia
El recientemente descubierto género Yavia de la familia Cactaceae, bautizado así por su lugar de origen en la Quebrada de Toqueros, Departamento Yavi, provincia de Jujuy, Argentina posee una única especie: Yavia cryptocarpa, que a veces es puesta en la tribu Trichocereeae.
El nombre 'cryptocarpa' se refiere a la característica de que sus frutos se forman dentro del cuerpo del vegetal, haciéndose sólo visibles cuando la planta atraviesa un periodo de sequía.

## Descripción
La especie, de raíz muy tuberosa, presenta tallo subglobular, comprimido en el ápice y más ancho en la parte superior que en la inferior. Su aspecto general es bastante aplanado y la parte superior sobresale ligeramente del suelo. Mide de 3 a 4 cm de altura por unos 2 a 3 cm de ancho. Las areolas se disponen sobre los tubérculos y presentan entre 8 y 15 espinas pectinadas de unos 5 mm de largo. Las flores son de color rosa pálido aunque pueden presentarse blancas o púrpura pálido. Miden 1 cm de largo por unos 2 cm de ancho. La floración es diurna y se produce a finales de la primavera. Los frutos miden unos 2 o 3 mm de ancho y se mantienen protegidos en la depresión central de la planta durante varios meses, siendo expulsados al final de la primavera del año siguiente, al desarrollarse los botones florales al comienzo de la época de lluvias.

## Cultivo
Se multiplica a través de semillas, muchas veces se injerta ya que su crecimiento es lento.
Requiere una temperatura media mínima de 8 °C y exposición a pleno sol. Riego normal en verano, seco en invierno. Sustrato poroso y bien drenado.